# Граф Оренський
Гра́ф О́ренський (порт. Conde de Ourém) — португальський шляхетний титул. Створений 1370 року. Назва походить від міста Орен.

## Герби

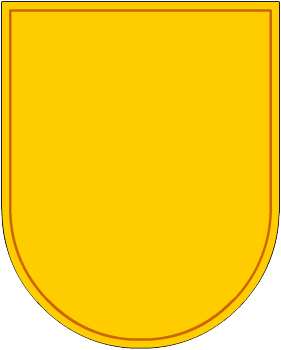
Мінезіші
Перейри
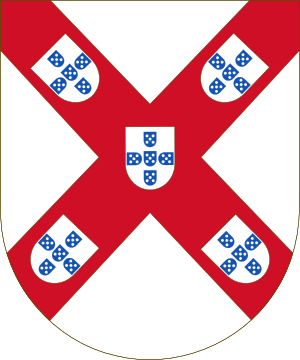
Браганси

## Графи
- 1382—1383: Хуан Фернандес де Андейро
- 1385—1422: Нуну Алваріш Перейра
- 1422—1460: Афонсу Оренський, онук Нуну.

## Графині
- 1380—1412: Беатриса Перейра де Алвін, донька Нуну Перейри; графиня за правом народження.